# Píšť (okres Pelhřimov)
Obec Píšť (německy Pischt) se nachází v okrese Pelhřimov v Kraji Vysočina. Žije zde 77 obyvatel.

## Historie
První písemná zmínka o obci pochází z roku 1352.
V letech 2006–2010 působil jako starosta Václav Kořínek, od roku 2010 tuto funkci zastává František Jaroš.

## Doprava
Územím obce prochází dálnice D1 a silnice III. třídy:
- III/13026 Hořice – Vraždovy Lhotice
- III/13035 Hořice – Píšť – Vranice – Ježov
- III/13036 Vojslavice – Hořice

## Části obce
- Píšť
- Vranice